# Infection (banda)
Infection es una banda de death metal formada en 2006 por Antonio Palacios y Giuliano Canessa, en Lima (Perú), que toca al estilo de Cannibal Corpse, Monstrosity y Death. Temas de la banda fueron incluidos en discos compilatorios de revistas internacionales de metal como Metal_Hammer y Zero Tolerance. Tanto la banda como sus discos ha recibido cobertura local y foránea en publicaciones como Decibel Magazine, Necromance Magazine, y El Comercio (Perú).
Infection ha tocado en varios conciertos internacionales, abriendo para bandas como Suffocation, Malevolent Creation, Vomitory, Venom Inc, Obituary, Monstrosity y Autopsy.
En la escena local han participado en numerosos conciertos, entre los cuales se destaca el Ataque Metal, el festival más antiguo y destacado de metal en Perú. Infection ha tocado en la trigésima, trigésimo primera y trigésimo segunda edición de este evento.
Recientemente el grupo ha sido incluido en el libro Enciclopedia del Rock Peruano vol. IV escrito por el periodista Pedro Cornejo y publicado por la editorial Contracultura.

## Discografía
| Título                    | Fecha de lanzamiento | Disquera                   |
| ------------------------- | -------------------- | -------------------------- |
| Nothing but Scum          | 2008                 | Independiente              |
| Necrokindergarden         | 2009                 | Gate of Horror Productions |
| Acrotomophile Mutilator   | 2014                 | Gate of Horror Productions |
| Beheaded Children Contest | 2020                 | Gate of Horror Productions |
| The Cryptic Homicides     | 2024                 | Gate of Horror Productions |

## Integrantes

### Miembros actuales
- Antonio Palacios - Guitarra eléctrica (2006–presente)
- Yuri Cazal - Bajo eléctrico (2006–presente)
- Sebastiani Alvarado - Batería (2010, 2025–presente)

### Miembros antiguos
- Giuliano Canessa - Voz (2006–2025)
- Yesid Aranda - Batería (2006–2025)